# ОШ „Свети Сава” Београд
Основна школа „Свети Сава“ једна је од школа на Врачару. Основана је 1852. године, а налази се на адреси у улици Николаја Краснова 8.

## Историјат
Школа је основана 1852. године као Основна школа на Врачару. Након што се повећао број становника, порастао је и број ђака у школи, па је она подељена на Школу на Источном и Западном Врачару 1869. године. Оне су касније подељене тако да су поједини делови Врачара основали своје школе. Школа на Чубури се одвојила 1892. године, па су деца грађана који су основали школу на Врачару била смештена у три основне школе. Људи који су живели на простору Макенизије улице и Шумадијског булевара основали су школу под именом Школа на Савинцу, а цео крај око школе 1894. године добио је на назив Савинац - Савин крај.
Са радом школа је почела у кући Михаила Радивојевића, чиновника у Совјету. Након тога, 1903. године општина Врачар откупила је једну приватну кућу у Авалској улици која је коришћена за наставу. Нове школске просторије подигнуте су 1904. године, када је купљено имање од наследника Чедомиља Мијатовића, које се налазило на месту данашње школе према Макензијевој улици.
Почетком 20. века у Школу на Савинцу био је смештен школски музеј у коме су се чували експонати везани за просветно-педагошку историју школства Србије. Учитељ и управник музеја до 1906. године био је Димитрије Путниковић. Његовим залагањем општина је подигла нову зграду 1908. године и школа је у њој радила све до изградње данашње зграде, 1940. године. На простору некадашње зграде школе према Макензијевој улици подигнута је 1958. године нова зграда, повезана са зградом у Авалској улици. У нове просторије усељена је школа „Ђуро Салај”. Обе школе интегрисане су 1972. године у једну, под називом „Свети Сава”.
Од оснивања 1852. године до 1862. школа је носила име Школа на Врачару. Од тада је подељена на Школу на Западном и Источном Врачару. Званични назив школе од 1896. године био је Школа на Савинцу. Почетком 20. века упоредо се користио и назив Основна школа Светог Саве на Савинцу, све до 1924. године, када је име школе промењено у основна школа „Свети Сава”. Школа је своје име задржала у у периоду после Другог светског рата, када су власти покушале да је преименују. У то време била је једина школа са именом Светог Саве у Југославији.